# روبير ماسي
روبير ماسي (بالسويدية: Robert Massi)‏ (2 يناير 1987 بالسويد - ) هو لاعب كرة قدم سويدي في مركز الوسط. لعب مع نادي برومابويكارنا ونادي سيريانسكا ونادي إسكلستونا.

## وصلات خارجية
- روبير ماسي على موقع اتحاد السويد (السويدية)
- روبير ماسي على موقع قاعدة بيانات كرة القدم.إي يو (الإنجليزية)